# Кауфман, Вальтер (философ)
Вальтер Кауфман (или Кауфманн, нем. Walter Kaufmann; 1 июля 1921, Фрайбург, Германия — 4 сентября 1980, Принстон, Нью-Джерси, США) — немецко-американский философ, переводчик и поэт.

## Биография
Родился 1 июля 1921 года во Фрайбурге в семье крещёных евреев-протестантов. В 1933 году он перешёл в иудаизм. В январе 1939 года Кауфман эмигрировал в США. Впоследствии он назвал это поворотным моментом в своей жизни, он перестал верить в бога и занялся научными исследованиями.
В 1941 году с отличием закончил колледж Уильямса, а в 1942 году получил степень магистра в Гарвардском университете. Затем 15 месяцев служил в военно-морском флоте США. После окончания военной службы вернулся в Гарвард, в 1947 году защитил докторскую диссертацию и стал преподавателем Принстонского университета, где проработал более 30 лет.
Наиболее известен как переводчик Бубера и Ницше на английский язык. Также переводил Гегеля и Гёте, написал книгу о Гегеле и содействовал распространению знания его философии в англоязычном мире. Плодотворный автор книг по философии, религии и литературе.

## Неполный список произведений
- Ницше: философ, психолог, антихрист (англ. Nietzsche: Philosopher, Psychologist, Antichrist)
- От Шекспира к экзистенциализму (англ. From Shakespeare to Existentialism)
- Критика религии и философии (англ. Critique of Religion and Philosophy)
- Трагедия и философия (англ. Tragedy and Philosophy)
- Гегель: переосмысление (англ. Hegel: A Reinterpretation)
- Вера еретика (англ. The Faith of a Heretic)
- Без вины и справедливости (англ. Without Guilt and Justice)
- Каин и другие поэмы (англ. Cain and Other Poems)
- Экзистенциализм, религия и смерть (англ. Existentialism, Religion, and Death: Thirteen Essays)
- Будущее гуманитарных наук (англ. The Future of the Humanities)
- Религии в четырёх измерениях (англ. Religions in Four Dimensions)
- Открытие разума (англ. Discovering the Mind), трилогия:

- Гёте, Кант и Гегель (англ. Goethe, Kant, and Hegel)
- Ницше, Хайдеггер и Бубер (англ. Nietzsche, Heidegger, and Buber)
- Фрейд в сравнении с Адлером и Юнгом (англ. Freud Versus Adler and Jung)

- Жребий человека (англ. Man's Lot), трилогия:

- Жизнь и её пределы (англ. Life at the Limits)
- Время как творец (англ. Time is an Artist)
- Кто такой человек? (англ. What is Man?)